# Седло (Кобарід)
Седло (словен. Sedlo) — мале поселення в общині Кобарід, Регіон Горишка, Словенія. Висота над рівнем моря: 494 м.